# Mert Kılıç
Mert Kılıç (* 20. April 1978 in Merzifon) ist ein türkischer Schauspieler und Model.

## Biografie
Kılıç wurde am 20. April 1978 in Merzifon geboren. Im Jahr 2002 wurde er in einem lokalen Wettbewerb zum besten Model gewählt. Später zog er in die Vereinigten Staaten, um am
Beverly Hills Playhouse Schauspiel zu studieren. Sein Debüt gab er 2003 in der Fernsehserie Gurbet Kadını. Anschließend war er 2004 in Tatil Aşkları zu sehen. Außerdem wurde er 2005 für die Serie Asla Unutma gecastet. 2007 spielte Kılıç in Kara Duvak mit.
Sein Durchbruch hatte er 2010 in Şefkat Tepe. Von 2014 bis 2015 bekam er in Sungurlar eine Hauptrolle. 2022 trat er in dem Film Komutan auf.
Zwischen 2001 und 2002 war er mit der aserbaidschanischen Sängerin Aygün Kazımova liiert. Seit 2013 ist Kılıç mit der türkischen Schauspielerin Aslıhan Güner verheiratet.

## Filmografie
Filme
- 2022: Komutan

Serien
- 2003: Gurbet Kadını
- 2004: Tatil Aşkları
- 2005: Asla Unutma
- 2007: Kara Duvak
- 2010–2014: Şefkat Tepe
- 2014–2015: Sungurlar